# Because I Know
"Neukkim Anikka" (Korean: 느낌 아니까, "Because I Know") là bài hát của nhóm nhạc nữ T-ara (Hàn Quốc), nằm trong album Again. Bài hát được đồng sáng tác bởi Baek Hyun Jung và Baek Deok Sang. "Because I Know" là bài hát chủ đề trong album, ra mắt ngày 10 tháng 10 năm 2013.

## Phát hành
Ngày 6 tháng 10 năm 2013 T-ara quyết định quảng bá cả hai ca khúc "Number 9" và "Because I Know". "Because I Know" là một bài hát buồn với giai điệu cuốn hút và lời bài hát chân thành. Phong cách của "Because I Know" hoàn toàn khác so với "Number 9". Bài hát có nhịp điệu vừa phải nhằm tối đa hóa cảm xúc. Video âm nhạc cùng với album được phát hành vào ngày 10 tháng 10 năm 2013.

## Quảng bá
T-ara trở lại sân khấu với "Because I Know" trên Mnet's M! Countdown vào ngày 10 tháng 10. Sau đó là trên KBS's Music Bank, MBC's Show! Music Core và SBS's Inkigayo.